# Школа № 2033
Школа № 2033 — школа с углублённым изучением английского языка. Школа состоит из нескольких корпусов школьного и дошкольного образования. Расположена в районе Северное Измайлово Восточного административного округа Москвы. Расположена недалеко от станции метро Щелковская

## История и традиции
Школа была открыта 9 января 2008 года. Первым директором стала Ирина Анатольевна Акулова. Она приняла решение о введении в школе углублённого изучения иностранных языков. Регулярно проводятся телемосты с американской школой Alicia R. Chacon (штат Техас). Совместно с родителями было решено ввести в школе дресс-кода: светлый верх и тёмные брюки для мальчиков и однотонные юбки или брюки для девочек. Действует школьный парламент. Периодически проводятся «дни самоуправления», когда ученики примеряют на себе роль учителя. Ещё одной традицией школы стало организация мюзиклов. Большое внимание в школе уделяется ученическим проектам. Выпускается общешкольный журнал «Встреча в 20.33». Ежегодно проводится новогодний бал. У школы есть собственный герб. Нашивка с этим гербом летала в космос вместе с космонавтом Антоном Шкаплеровым.
Проводится интеграция школьного и университетского образования. На базе Высшей школы экономики были открыты классы социально-экономического профиля. В 2015 году школа № 2033 подала заявку на участие в проекте по созданию медицинских классов, где будут преподавать основы медицины.
После открытия в школе было 144 ученика. Уже в 2009 году количество детей достигло 500. В 2014 году в результате реорганизации к школе № 2033 было присоединено 2 школы и 4 детских сада. После этого количество детей, обучающихся в образовательном комплексе, достигло 1773.
В октябре 2009 года в школе № 2033 проводился один из заключительных этапов всероссийского конкурса «Учитель года». В марте 2016 года в школе проходила VIII научно-практическая конференции «Время открытий».

## Положение в рейтингах
Школа № 2033 неоднократно входила в рейтинги лучших школ Москвы, составленные Департаментом образования по результатам образовательной деятельности:
| Год   | 2011 | 2012 | 2013 | 2014 | 2015 | 2016 | 2017 |
| ----- | ---- | ---- | ---- | ---- | ---- | ---- | ---- |
| Место | —    | —    | 395  | 329  | 269  | 321  | 203  |